# Bernard Tapie
Bernard Tapie (París, 26 de enero de 1943-ibídem, 3 de octubre de 2021) fue un controvertido empresario, político, presentador de televisión y actor francés. 

## Carrera artística
Bernard Tapie tuvo una breve carrera de cantante, que le llevó a publicar algunos discos durante los años 60 bajo el nombre artístico de Bernard Tapy. En las carátulas de sus discos se mencionaba que Tapie había sido también corredor automovilístico, aunque ese extremo no está confirmado.

## Actividad empresarial, financiera y deportiva
Como hombre de negocios, saltó a la fama al comprar, para posteriormente vender, la compañía de material deportivo Adidas, en una serie de operaciones financieras realizadas con Crédit Lyonnais, banco con el que mantuvo largos pleitos. Asimismo, destacó por recuperar el grupo Wonder-Mazda, centrado en la fabricación de pilas eléctricas, para venderlo en 1988 a la compañía Ralston Energy Systems. Fue condenado a finales de 2015 a devolver 403 millones de euros por el "caso Adidas", así como a pagar intereses y los gastos de procedimiento. 
Igualmente, fue propietario, durante casi 10 años, del equipo de fútbol Olympique de Marsella logrando obtener por primera vez para un equipo francés la Liga de Campeones de la UEFA en 1993 al derrotar al entonces poderoso AC Milan. Sin embargo, el escándalo surgió cuando el Olympique arregló a su favor, con ayuda de Tapie, el partido frente al Valenciennes por liga la semana anterior a la final de la Champions, para tener la garantía de que ningún jugador saliera lesionado, viéndose implicado en un acto irregular de amaño de partidos, por lo que el club fue sancionado con la pérdida del título de campeón nacional de 1993, la prohibición de jugar competiciones internacionales un año (incluyendo la Copa Intercontinental que iba a jugar ese año contra el São Paulo) y un descenso a la Segunda División francesa. A pesar de la gravedad del escándalo, el equipo mantuvo el título de campeón europeo.

## Carrera política
Al margen de su efímero paso por el Ministerio de Ciudades (entre el 2 de abril y el 3 de junio de 1992, y posteriormente entre el 26 de diciembre de 1992 y el 29 de marzo de 1993) bajo el gobierno de Pierre Bérégovoy, Tapie fue elegido diputado de la Asamblea Nacional por el departamento de Bouches-du-Rhône en sustitución del profesor Jean Claude Chermann. Fue reelegido en 1993, pero su inmunidad fue levantada por la Asamblea con motivo de las investigaciones y diligencias judiciales en que se vio inmerso.
En 1992, Tapie lideró la lista de izquierdas Énergie Sud en las elecciones regionales de la región PACA (Provence-Alpes-Côte d'Azur). Compartió candidatura, entre otros, con Élisabeth Guigou, ministra socialista, y se enfrentó al líder ultraderechista Jean-Marie Le Pen, presidente del Frente Nacional. Las elecciones en la región PACA fueron ganadas por el centroderechista Jean-Claude Gaudin, que fue reelegido presidente regional con mayoría relativa.
En 1994, concurrió a las elecciones europeas como cabeza de lista de la candidatura Énergie radicale, que reagrupaba a los radicales de izquierda (Mouvement des Radicaux de Gauche, MRG). Compitió así en el terreno de la izquierda con la candidatura socialista liderada por Michel Rocard, y contó para ello con el paradójico respaldo del presidente socialista François Mitterrand, enfrentado a Rocard en el Partido Socialista. La lista de Tapie obtuvo un 12,04 % de los votos y llegó en quinta posición, y afectó gravemente a la lista socialista, que cosechó el peor resultado obtenido nunca por el PS en unas elecciones europeas (14 %).
En 2007, manifestó públicamente su apoyo al candidato Nicolas Sarkozy, líder del partido conservador Unión por un Movimiento Popular (UMP), frente a su rival socialista Ségolène Royal.
Falleció el 3 de octubre de 2021 a consecuencia de un doble cáncer de estómago y esófago. Pocos días antes, su hija Sophie había comentado la enfermedad de su padre.

## Problemas judiciales
A lo largo de su recorrido, Bernard Tapie ha debido hacer frente a diferentes procesos judiciales:
- En 1993, fue condenado por corrupción, como presidente del equipo de fútbol Olympique de Marsella, con motivo de un partido del Campeonato de Francia de Fútbol entre su equipo y el US Valenciennes-Anzin, varios de cuyos jugadores fueron sobornados para dejarse ganar por el equipo marsellés. Este caso supuso la degradación del Olympique de Marsella a la segunda división de la liga nacional francesa, además de su descalificación de la Supercopa de Europa 1993, cediendo el cupo al subcampeón de la Liga de Campeones de la UEFA 1992-93, el A.C. Milan.

- En 1996, el tribunal correccional de París le condenó a dieciocho meses de prisión (seis de prisión firme) por fraude fiscal y a treinta meses más por desviación fraudulenta de fondos societarios (abus de biens sociaux) del Club Med, sociedad de la que era propietario, hacia el yate de lujo Phocéa (affaire Phocéa).

- En 2006, un antiguo jugador del Olympique lanzó nuevas acusaciones contra él de corrupción organizado durante su mandato. Tapie respondió con una querella por difamación, que fue desestimada por la sala 17.ª del tribunal correccional de París.